# 門鈴

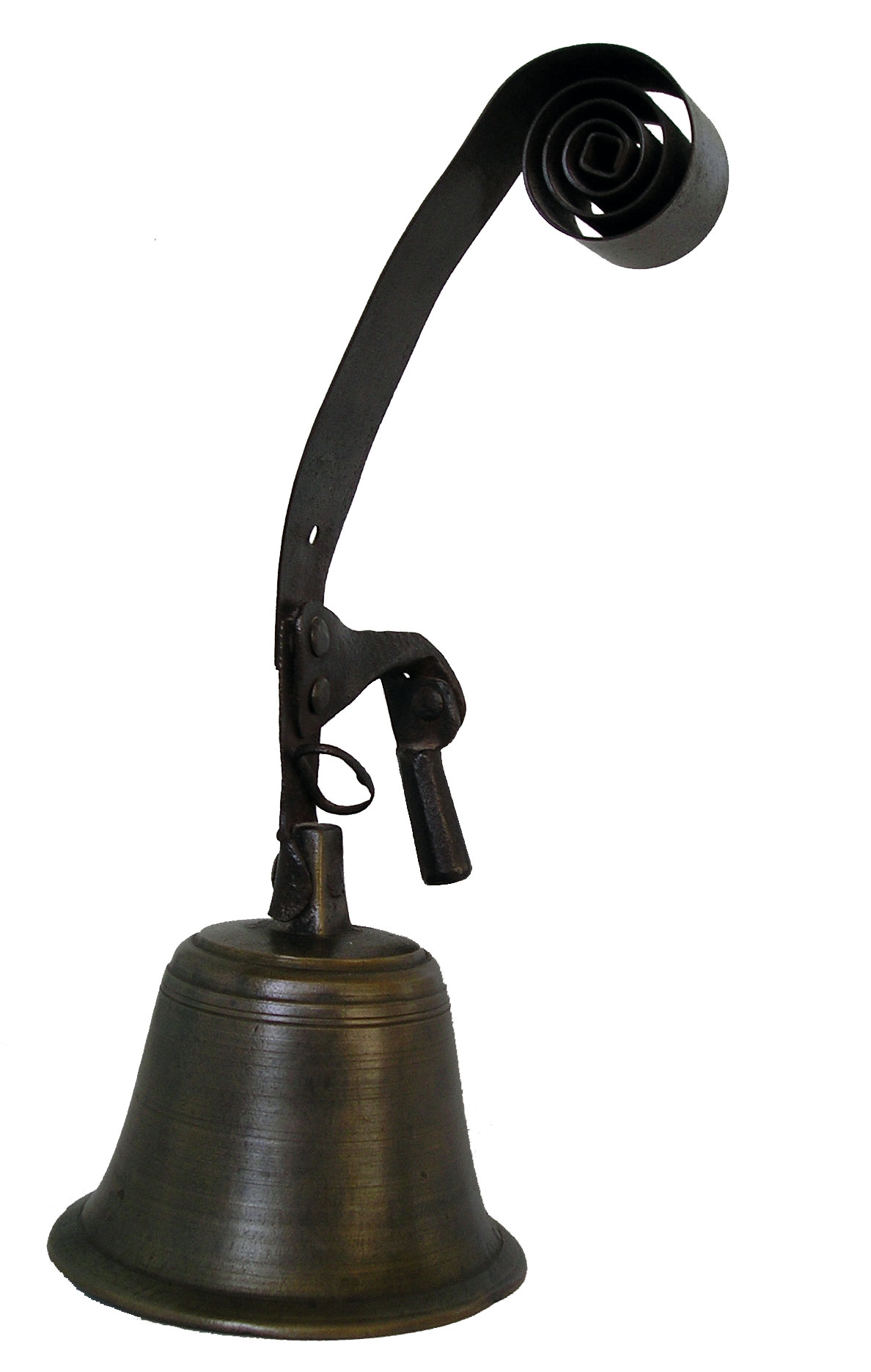
古董機械操作式店鋪門鈴

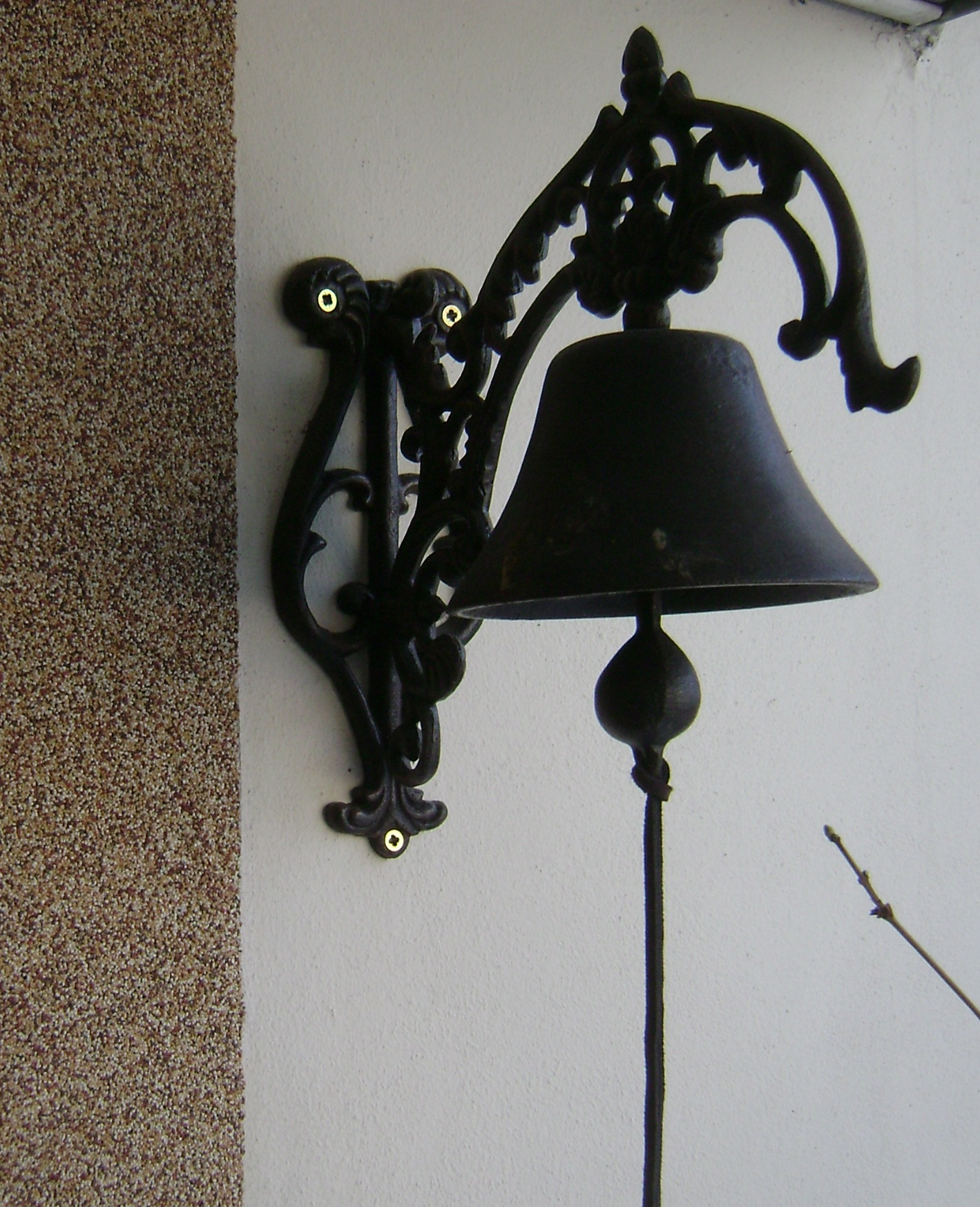
古式門鐘

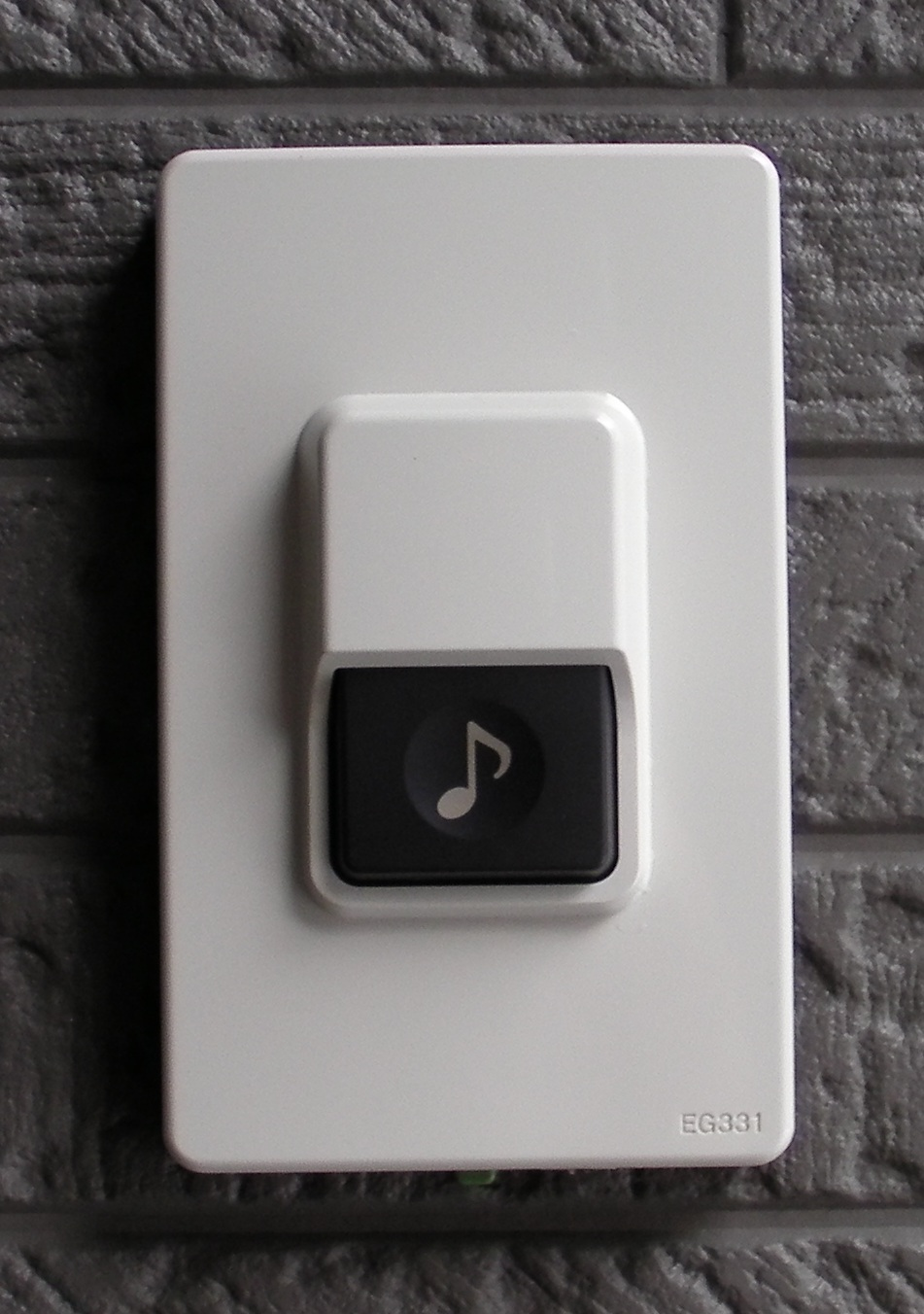
電子門鈴

門鐘（又稱門鈴，英語：Doorbell），指安裝在門上的鈴，為一個用於提醒屋內的人門外有人的信號裝置，以便屋主前往開門。

## 門外信號裝置歷史
門鈴於中國古代很少存在，富有大戶人家多數以屋外大門上有裝飾性質的門環拉手拍打門釘以發出聲響提醒屋內的人前來開門，以代替現代門鐘的功用。
在歐洲古代，人們以一個鐘形的門鐘安裝在門外，以線子來將其搖響，以通知屋主來開門。
在1817年，蘇格蘭發明家-William Murdoch於他自己的屋子內安裝了各種創新的發明品，而其中一個發明品就是可發出大聲響的門鐘。這個初期的門鐘是運用壓縮空氣使門鐘發出聲響以作為提醒屋主的信號裝置。在1831年，美國科學家-約瑟·亨利發明了電子門鈴，其可以在遠處經電線來響起門鈴。
直至20世紀初，電子門鈴已成為了家家戶戶都裝備的裝置。

## 現代的門鐘
現代的門鐘多為電子門鈴（俗稱電鈴），以電子的音樂作為鈴聲提醒屋主有客人的到來。電鈴一般分為無線電鈴、有源無線電鈴和有線電鈴。

## 外部連結
- （英文）博文網: 門鈴如何運作 （页面存档备份，存于）
- （英文）如何維修門鈴
- （英文）聽障人士門鈴電路 （页面存档备份，存于）
- （英文）門鈴聲音選擇 （页面存档备份，存于）
- （英文）比較有線和無線門鈴的分別